# ABEMA
- サイバーエージェント > ABEMA
- テレビ朝日グループ > ABEMA

ABEMA（アベマ）、旧称AbemaTV（アベマティーヴィー）は、日本の動画ストリーミングプラットフォームおよび広告付きストリーミングテレビ（FAST）。2016年4月に配信を開始した。サイバーエージェントとテレビ朝日が出資して2015年4月に設立された株式会社AbemaTVが運営する。

## 概要
サイバーエージェントがCMによって無料でオリジナル番組を中心に配信しているインターネットTVである。開局当初の頃は常時約20チャンネルほどのチャンネル数だったが徐々に拡大していき、倍の約40チャンネルほどにまで拡大させ様々な番組を制作している。
2017年4月にビデオ・オン・デマンド方式のサービス「Abemaビデオ」を開設した。2020年6月には都度課金方式のサービス「ペイパービュー」を開設した。2020年12月にレンタルサービス方式の「ABEMAストア」を開設し2023年3月31日に終了した。2024年1月24日にグローバル向けオンラインライブプラットフォーム「ABEMA Live」の提供を開始した。2024年10月11日に広告つきABEMAプレミアムを開始した。
インフラにはシステム本体にGoogleのGoogle Cloud Platform（GCP）、広告など連携するシステムにAmazon.comのAmazon Web Services（AWS）・GCP・プライベートクラウド、GCPが配信する番組の動画データにアカマイ・テクノロジーズのAkamai CDNを用いている。2017年時点ではAbemaTVはGCP、FRESH!はAWSをメインに使っている。コスト面でも2017年5月の時点で「インフラコストは月数千万円程度で、全体コストに対する比率は約3%に過ぎない」と、サービス規模に対し低廉な水準に収まっているとしている。
2016年から2021年にかけて週間視聴ユーザーが500万人から1500万人の3倍になっているが、先行投資における赤字が続いており、黒字化への課題もあるとされており、東洋経済新報によると、AbemaTV売上高の半分近くを「本業」であるABEMAの月額課金やCMによる収入ではなく、本サービスで配信している公営競技中継と連動したギャンブル事業「ウィンチケット」などといった、「副業」の周辺事業が稼いでいると2023年4月に報じられている。売上比率のおおよそはウィンチケットが5割、広告・月額課金・PPVが4割、その他（グッズやイベント等）が1割の比率とされている。またWINTICKETにおけるポイント処理の適正化による一時的な損失を除くとメディア事業全体では2024年度に黒字化を達成した。
2022年現在、アニメ・ニュース・バラエティ・恋愛番組・スポーツ・格闘技の順に視聴されている。

### 開局まで名称の由来

2016年から2020年までのロゴ

サイバーエージェントは従前から自社サービスのブランド名として「Ameba」を用いているが、「AmebaTV」はカナダの企業が別サイトで使用しており、「10年以上続く「Ameba」と違う新しさがありながら、「Ameba」の延長であることも伝えたい」ためにマスコットキャラクターの「Abema」から「AbemaTV」とした。この名称は「覚えにくい・発音しにくい・間違えやすいの3点セット」「正直言って、半分くらい後悔しています」と藤田はブログに記している。その後は「『逆さ読みにするとAmebaになる』という理由で採用した」という発言もしている。
2020年4月、開局4周年記念に加え、テレビ型のストリーミングだけでなくオンデマンド配信などサービスが多様化していることなどを理由に、サービスブランドを大文字の「ABEMA」に改めた。

### ビジネスモデル
CM、有料会員、広告つき有料会員（広告収入・月額課金）、PPV（ペイ・パー・ビュー）、ウィンチケット（インターネット投票サービス）、オリジナルグッズ販売（eコマース）、イベントの企画運営配信等。サイバーエージェントグループ全体としては、多くのユーザーを抱えるABEMAを活用したIP事業戦略に力を入れている。

### 利用者数
開局当初から「マスメディアを目指す！」として最低ラインに設定していた1000万WAUを、先行配信から3年3か月で達成した。2019年6月には過去最高の2200万MAUに達した。また、7月には1330万WAUに達した。
2018年度平均WAU 600万人・MAU 1100万人、総視聴時間5000万時間である。視聴時間の割合はリニア68%、オンデマンド32%。
2020年4月初旬には新型コロナウイルス感染症（COVID-19）流行に伴う外出自粛により、週間アクティブユーザー数が1490万人になったと報じられている。その後も、WAU 1200万規模で推移している。
2021年に入り、メジャーリーグベースボールなどのスポーツコンテンツ強化によって、WAU1800万台にまで推移。2022年に『FIFAワールドカップ カタール2022』の配信を受けて、過去最高の3409万WAUを記録した。その後も、ワールドカップ前の1.4倍を維持している。
2023年5月の月間視聴数が4.6億回を記録した。5月15日 - 5月21日に2000万WAUを突破した。2023年12月28日 - 2024年1月3日に2130万WAUを記録した。2024年3月18日 - 2024年3月24日に2308万WAUを記録した。その後、2364万を記録した。2024年5月13日 - 2024年5月19日に2518万WAU、2024年6月17日 - 2024年6月23日に2746万WAUを記録し、6月の月間視聴数5.6億回を記録した。
2024年7月22日から2024年7月28日の期間に2800万WAUを突破した。9月9日から2024年9月15日に3000万WAUを突破した。

### 視聴時間比率
リニア
- 将棋麻雀30%
- アニメ21%
- スポーツ19%
- NEWS12%
- その他18%

オンデマンド
- アニメ38%
- 特番33%
- 韓流13%
- ドラマ10%
- その他6%

### ABEMA（旧AbemaTV）アプリダウンロード数の推移
- 100万ダウンロード - 2016年4月19日
- 500万ダウンロード - 2016年7月11日
- 1000万ダウンロード - 2016年11月2日
- 1500万ダウンロード - 2017年3月15日
- 2000万ダウンロード - 2017年8月7日
- 3000万ダウンロード - 2018年5月18日
- 3500万ダウンロード - 2018年11月22日
- 4000万ダウンロード - 2019年4月30日
- 4500万ダウンロード - 2019年9月30日
- 5000万ダウンロード - 2020年3月4日
- 5600万ダウンロード - 2020年6月30日
- 5900万ダウンロード - 2020年9月30日
- 6200万ダウンロード - 2020年12月31日
- 6500万ダウンロード - 2021年3月31日
- 6800万ダウンロード - 2021年6月30日
- 7300万ダウンロード - 2021年9月30日
- 7600万ダウンロード - 2021年12月31日
- 7800万ダウンロード - 2022年3月31日
- 8100万ダウンロード - 2022年6月30日
- 8300万ダウンロード - 2022年9月30日
- 9200万ダウンロード - 2022年12月31日
- 9600万ダウンロード - 2023年3月31日

### プレミアム会員数の推移
- 8万人 - 2017年12月
- 35.8万人 - 2018年12月
- 40.1万人 - 2019年3月
- 44.8万人 - 2019年6月
- 51.8万人 - 2019年9月
- 59.3万人 - 2019年12月
- 67.6万人 - 2020年3月
- 72.9万人 - 2020年6月
- 84.4万人 - 2020年9月
- 92.1万人 - 2020年12月

## 特徴

### 番組・CM
ABEMAは“新しい未来のテレビ”を標榜し、「生中継・同時性・無料」のコンセプトに基づいて、多くの動画配信サービスで実施するビデオ・オン・デマンドと異なる「番組表に基づく無料定時配信」を原則としている。地上波の民放チャンネルと同様に、CMによって無料で24時間多チャンネル配信を実施しており、年間で約500ブランドの広告企業が出稿している。広告はテレビCMの基準に準拠すると共にAbemaTV独自の方針を加味し、AbemaTVのブランド保護 / 競合観点（金融・パチンコ / 他動画サービス）・テレビ朝日の競合観点・Web広告のガイドライン観点等に基づいて選定される。
- 配信番組数リニアは700シリーズ、5500エピソード。オンデマンドは900シリーズ、18000エピソードである。2019年1月時点。
- 有料会員サービスの「ABEMAプレミアム」では配信が終了した番組をオンデマンドで視聴できる。無料の利用者でも一定期間視聴出来る。なお、ABEMAの提供するビデオ・オン・デマンドサービスではABEMAビデオが存在する[注 2]。
  - チャンネルは新規に追加されることもあれば、廃止されることもある。設置されたことのあるチャンネルの一覧は下記を参照。
- 2016年6月30日以降、番組開始時と終了時、CM前とCM明けにそれぞれ5秒間、画面左上に「AbemaTV」のロゴを表示している（PC版・アプリ版共）。
- CMはスポンサー出展のほかに他番組の紹介があり、以前は空撮の動画を番組間で用いていた。
- 2019年4月22日から一部の番組に対してギフティングが可能になった[21]。
- 地上波番組はテレビ朝日系列で制作されたものを中心に配信されているが、ドラマやアニメを中心に他系列で放送された番組の配信も行っている。ただし、ニュース番組についてはANN系列の素材を使用しており、他系列のニュース素材は使用していない。
- かつてはお色気バラエティも存在したが、2018年にAbemaTVの方針でお色気番組が禁止となったため[注 3]、番組が相次いで打ち切られたり、グラビアアイドルが出演する際に服の着用などの規制が入るようになった[22][23]。地上波での放送基準に準ずる範囲内での制作になり、完全に禁止されているわけではない。
- 番組については原則として、地上波での放送基準に準ずる形で制作されている[24]。
- 国内最大のアニメチャンネル、オリジナル番組数を謳っている。
- アニメ作品（主に深夜アニメ作品）では、地上波では表示されるフィクションである事のテロップ、違法アップロードの警告テロップ、関連商品の告知テロップは一部作品を除き表示されない。
- 地上波番組では、地上波では放送されている提供クレジット画面は基本的にカットされる。

### ABEMAビデオ
- 見逃し配信でのアーカイブ、またはABEMAビデオにおいて、倍速視聴に対応しているものがある（最大2倍）。
- プレミアムプランに加入することで、上記オンデマンド視聴やABEMAビデオでの一定期間見放題対象タイトルに対応する。また、スマートフォン版では、Wi-Fi環境での一括事前ダウンロードによる視聴（無線パケット通信の軽減・解消）が可能になる。更に、追っかけ再生機能が追加され配信中でも最初から視聴することができるようになり、視聴中でも1.3倍速、1.7倍速へと再生速度を変更することができ、現在の配信地点へ追いつくことが可能となった。また、配信終了後の見逃し視聴でコメントを確認することが可能である。

### ペイ・パー・ビューおよびレンタルサービス (ABEMA Live)
- 2020年6月より有料オンラインライブを1コンテンツごとにABEMAコインを使って購入する、PayPerView（ペイ・パー・ビュー）機能が可能になった。ライブ、イベント、スポーツ、ファッションショー、舞台等が想定されている。3DCGを駆使したライブ演出、応援機能、コメント機能、グッズ販売、追っかけ再生、見逃し視聴、多デバイス機能、マルチアングル機能、海外視聴の対応は、各コンテンツごとに設定されている。
- 2020年12月14日、ABEMAストアから1コンテンツごとに作品をABEMAコインを使って購入する、レンタルサービスを開始した。2021年現在、全てのデバイスに対応しているわけではない。2023年3月31日にサービスを終了した。
- 2024年1月24日から、タイ、フィリピン、韓国でアーティストのライブ、イベント、スポーツ興行、ファッションショー、舞台等のペイ・パー・ビューを海外から購入し、視聴出来るサービス「ABEMA Live」がスタートした。

### 仕様・アプリ
- 開始当初は日本国内のみの視聴で、それ以外の地域からアクセスすると、IPアドレス判定で視聴できない仕様になっていたが、2019年4月から検閲などの事情で配信不可能の国や地域を除き、全世界で視聴が可能となった[25]。
- Android版とiOS版のユーザーインタフェースはスマートフォンに適化しており、スワイプ[注 4]でチャンネルを切り替える事ができる。
- 画質は、視聴環境に合わせた自動最適化、可能な限り高画質優先、画質を抑える通信節約の3モード[注 5]でスマートフォンアプリでは任意に切り替えることが可能だが、PCブラウザとテレビ向けアプリでは通信状況、端末自体の解像度（PCブラウザのウィンドウサイズと拡大率による動画プレイヤーの大きさを含む）によって自動で変動する[注 6]。具体的な解像度は公開されていないが、フルHD対応番組の文言も見られ[注 7]、元の番組の解像度にもよるが、基本的にHD画質以上で配信される。
  - 後に、モバイルデータ通信での視聴を考慮した低データ通信の節約モード（最低画質の半分の通信量）が実装された。
- コメントの投稿が可能。入力画面でXのマークをタップもしくはクリックするとXと連動し、入力したコメントがAbemaTVのコメント欄とXに同時に投稿される。ツイートでは開局当初はコメントを入力した瞬間の番組の映像も一緒に投稿されていたが、現在ではコメントした番組のバナーが投稿されるようになった。また、番組によってはXに連携するコメントを利用したアンケートを実装している。
- 当初はNG登録などの機能はなかったが、2017年9月11日にスマホアプリに、11月30日にPCに通報とブロック機能が実装された[26]。
- テレビ用アプリを使用してテレビ画面で視聴できる。ただし、視聴予約やコメント入力が出来ないなどの一部制限もある。
  - 2017年12月から「Abemaビデオ」が「Amazon Fire TVファミリー」「Apple TV」「Android TV」などのテレビデバイスに対応可能となった[27]。
- 2018年6月に発売したソニー4Kブラビア4シリーズ14機種に付属されるリモコンにAbemaTVボタンが登場した。その後も、シャープAQUOS、パナソニック4KVIERA、東芝（TVS REGZA）REGZAなどに対応している。
- 2021年6月にはGoogle製スマートディスプレイの「Google Nest Hub」と「Google Nest Hub Max」[28]、同年12月には任天堂製ゲーム機の「Nintendo Switch」[29]でも利用可能になった。
- 配信における遅延は当初30秒程度あったが、現在は10秒ほどに短縮した。また、さらなる改善を予定している。

### その他
- 2018年10月20日からWi-Fi回線を無料で開放する専用トラックAbemaTV Wi-Fiトラックが登場した。全国各地のイベント等に無料で開放しており、30m以内であれば100名同時接続可能である。また、ウイングを開けば荷台としても使用可能になっている。なお、携帯端末充電スポットも設置されている。

## 不祥事・トラブル

### AEDに関するデマ報道
2025年1月20日に報道番組「Abema Prime」の公式YouTubeチャンネルで公開された『【AED】異性への必要な配慮は？“女性に使わない”投稿が物議…正しい処置を学ぶ（16m3s〜） - YouTube』で、冒頭に「女性に絶対にAEDを使わないで」という字幕を全体に映し出す構成の仕方でAEDを用いて女性を救命した男性を取材し、その内容を紹介してスタジオで討論した。その男性によると、道にひとりで倒れていた女性に心臓マッサージを施しつつAEDと毛布を用意し、毛布の中で女性の衣服をめくり電極パッドを貼り付けてAEDを使用したという。その上で救急車を呼び自身も一緒に病院へ行き、看護師に名刺を渡して帰宅したところ、数日後に警察から「強制わいせつ罪で被害届が出ている」と事情聴取を受けたが、被害届を出したのは女性の親で、女性が説得してくれて和解したという内容だった。さらに放送では、「男性に冤罪ふっかけるのが女性の”総意”」「彼女たちの尊厳のためにも女性は見殺しにしてください」というXの投稿が紹介され、スタジオに呼ばれたゲストも問題をセンセーショナルに煽るような人選だったと指摘されている。この放送をきっかけに、SNSを中心に議論が起こり、西村博之は動画を引用し、「『危うきに近寄らず』になってしまうのは、致し方ないかと。。」と投稿した。
しかし、放送から約一週間後にNEWSポストセブンが専門家の見解とともにこの放送に疑問を呈した。というのも、AEDの利用時に毛布が忽然と現れる点や、通りすがりの第三者である男性が救急車に同乗する点や、医療関係者が女性に第三者である男性の情報を教える点、AEDを利用するほどの女性が短期間で回復する点など、疑わしい点が多数あったためである。衆議院議員の米山隆一は警視庁および大阪府警察に問い合わせたが、そのような報告がないことを確認した。
さらに、朝日新聞出版のニュース・情報サイト「AERA dot.」は、記者が警察庁に対して「心肺停止状態の女性に対して男性がAEDを使用した後、女性側が男性に強制わいせつで被害届を出し、警察が受理したケースはこれまでにあったか」と質問した結果、「このような事例は把握しておりません」と回答があったことを報道した。そのため、AERAはこの報道をデマと断定した。
これらに関して、ABEMA Prime側は、NEWSポストセブンとAERAと弁護士ドットコムニュースの3媒体から取材を受けたが、いずれに対しても「番組制作の過程については、回答を差し控えさせていただきます」として回答を拒否した。
同年2月25日、テレビ朝日は定例会見の中でこの件に触れ、同局社長の篠塚浩は「ABEMAニュースは業務委託して制作しているので、我々に責任がある」とテレビ朝日にも番組制作上の責任があるとした上で「最終的な放送はABEMA社。あるいは番組からなんらかの対応がある」とコメント。「番組側も、事実関係の詳細な確認が不十分だった。現在、当局も含めて再取材をしている」と発表した。
同日、ABEMAは、「10年ほど前の事案につき、事実関係の詳細の確認が十分とはいえないまま放送していました」という釈明を発表したが、報道内容は取り消さず、謝罪もなかった。さらに、実際の放送では、10年前の出来事とは報じておらず（単に「過去に」と放送）、このたびの釈明も、あたかも10年前だからきちんと確認せずに放送して良いとも受け取られる内容だったため、非難の声が上がっている。

### 卵子凍結での女性医師の希望に関する齟齬
2025年2月28日に放送された『ダマってられない女たち』では、タレントの兒玉遥が卵子凍結処置を受ける様子に密着した。すると、翌3月1日に兒玉が、Xにおいて長文で経緯を説明した。それによると、ABEMA側から密着取材の依頼があり、誰かの役に立てればという思いからそれに同意し、女性医師対応可能な病院を選んで事前に女性医師を希望していたが、撮影前日になって男性院長の担当を告げられ、番組側への迷惑を考えてやむを得ず承諾したが、精神的な負担を感じて納得がいかないというのである。ただし番組に対しては、「番組の皆さんは私の意思を尊重しながら、最後まで病院側と『女医さんにしたい』という私の希望を病院側と交渉をしてくださっていました。最終的な判断や対応は病院側によるもので番組ではありません」と主張した。
この発信によって、当該病院と当該院長に誹謗中傷が寄せられるようになったため、病院側は、コメントを発表した。それによると、2024年12月にABEMAから兒玉の採卵等に関する密着取材の依頼を受けた際、病院側は、男性院長が対応する旨と、女性医師を希望であれば密着取材は見送って他院での治療を検討する旨を方針として告げ、これを番組制作会社を通じて複数回伝えて兒玉から了承を得ていたこと、さらに撮影前日には女性医師でも対応可能である旨を告げたのに、兒玉側の意向でそのまま男性院長になったというものである。そのため、兒玉の主張が「事実とは異なる」とした。
これを受けて、FLASHは、ABEMAに質問状を送ったところ、ABEMAは「番組制作の過程については回答を差し控えさせていただきます」として回答を拒否した。

### ドラマ撮影中の重要文化財毀損
2025年4月24日、ABEMAによるドラマ番組のロケーション撮影中に誤って照明機材による熱で国の重要文化財に指定されている臨江閣（群馬県前橋市）の床板を焦がし、毀損させたとして、謝罪した。

## 収支
2018年1月2日に、NHK総合テレビジョンで放送された『新春TV放談』に藤田晋が出演して、その際に前山田健一から収支に関しての質問があり、それに対して藤田は「現在は毎年200億円の赤字が続いているが、必要な先行投資と考えている」とAbema TVの現状を明かした。22年9月期で債務超過額が1111億円に及んでいる。更に、23年9月期には1278億8600万円に膨らんだ。24年9月期には累積損失は1356億2600万円、債務超過1352億9900万円となっている。Forbes JAPANのインタビューで「ABEMA開局からちょうど10年目になる2026年には、サイバーエージェントの会長になると伝えている。ABEMAは年々赤字幅も縮小して軌道に乗ってきており、あと3年で収益面でも目処が立ったと言えるところまで持っていけると踏んでいる。」とコメントしている。

### 売上高
2018年、広告（CM）3：課金（有料会員）1の比率。2019年、6：4。年間制作費、190億円前後。AbemaTV、ウィンチケット、OEN、AJA、買えるAbemaTV社の合計。コストの約75%は、番組制作費や調達費によるコンテンツコストになっている。
- 2016年 - 2億円
- 2017年 - 19億円
- 2018年 - 63億円
- 2019年 - 138億円
- 2020年 - 211億円
- 2021年 - 449億円
- 2022年 - 702億円
- 2023年 - 876億円

### 営業損失
- 2015年 - −22億8000万円
- 2016年 - −99億6000万円
- 2017年 - −209億円
- 2018年 - −208億円
- 2019年 - −206億円
- 2020年 - −185億円
- 2021年 - −164億円
- 2022年 - −128億円

### 投資割合
- コンテンツ費用（オリジナル） - 41%
- コンテンツ費用（外部） - 32%
- 広告・宣伝 - 6%
- その他 - 21%
- 従業員数 - 303人（内エンジニア83人）

（2018年9月期）
2021年時点で開発本部には約130人が所属している。ABEMA全体では約600人が働いている。

## 視聴数
当該番組に視聴機器が接続する毎に1度数を計数する指数である。テレビ放送の視聴率とは異なる。時間帯の視聴数や大量のコメントが著しく集中することでそれら以外の配信チャンネルにも影響を及ぼすことがある。
- 2016年
  - 4月17日から4月23日までの1週間の視聴数調査は深夜アニメが上位で、2016年5月5日時点の視聴数が最多の番組は『涼宮ハルヒの憂鬱 10周年記念 24時間ジャック!』で視聴数約140万[46]であった[注 8]。
  - 5月9日から5月31日までの視聴数調査は、22日に配信された『TOKYO METROPOLITAN ROCK FESTIVAL 2016』が視聴数約157万で[47]が最多視聴数を更新した[注 9]。
  - 12月29日から2017年1月4日までの年末年始1週間の利用者数（WAU）は過去最高で514万人であった。最も視聴数が多かった番組は12月31日に配信された『フリースタイルダンジョン 東西!口迫歌合戦』が視聴数340万で最多記録を更新した[48]。
- 2017年
  - 3月4日から5日にかけて配信された『極楽とんぼKAKERUTV〜24時間AbemaTV生JACK〜』は視聴数350万だった[49]。
  - 5月7日に配信された「AbemaTV1周年記念企画『亀田興毅に勝ったら1000万円』」は視聴数が延べ1420万回で一時サーバがダウンし[50]、同時配信したYouTube Liveの同時接続は73万人であった[51]。
  - 7月2日の20時30分頃、藤井聡太対佐々木勇気戦の竜王戦、2017年東京都議会議員選挙の関連番組、週末の一挙配信などを配信中に全サーバーがダウンした。竜王戦の視聴数は1242万5000だった[52]。
  - 11月2日から5日まで配信された『72時間ホンネテレビ』は、香取慎吾・草彅剛・稲垣吾郎（元SMAP）がジャニーズ事務所退所後の初共演で、事前の対策でサーバーはダウンせず[53]、視聴数7200万以上と、開局以来最多となった[54]。
- 2018年
  - 1月21日、ももいろクローバーZの有安杏果の電撃引退に伴う5人体制最後となるライブを緊急生中継し、同局音楽部門で史上最多となる視聴数を記録した[55]。
  - 9月9日、大相撲生中継の視聴数が4場所で累計4500万を突破した。視聴者を世代別にみると、1位がM1（20 - 34歳）、2位M2（35 - 49歳）、3位F1（20 - 34歳）となり、35歳以下の割合が全体視聴者の35%超を占めた。
  - 10月14日、『太陽とオオカミくんには騙されない』の最終回、番組開始5分で100万視聴を突破したほか、60分番組で歴代1位となる330万視聴を突破。そして、前シーズンの最終回で記録した158万視聴の約2倍の視聴数となる。1シーズンで3800万視聴を突破。見逃し視聴などを含めた前3シーズンまでの累計視聴数が5,200万視聴だった。
- 2019年
  - 2月25日、AbemaTVオリジナルドラマ『1ページの恋』が約1週間で見逃し配信等を含む総視聴数が史上最速記録の150万を突破した。
  - 5月25日から26日に配信した『METROPOLITAN ROCK FESTIVAL 2019』の総視聴数が300万を突破した。
  - 6月5日、総視聴数732万を記録し、歴代2位の視聴者数を獲得した蒼井優と山里亮太（南海キャンディーズ）の結婚記者会見特別番組などでDAUギネスを更新した[56]。
  - 6月3日から6月9日のWAUが1000万を突破した。それ以降も同年7月24日までの時点で週利用者数1000万人超えを計3回記録している[57]。
  - 6月22日に配信した『AbemaTV3周年記念 1000万円シリーズスペシャルマッチ 那須川天心vs亀田興毅』の総視聴数が1000万を越えて、同年放送した番組の中で1位となる最高記録を更新した[58]。
  - 7月20日に配信した吉本興業芸人による闇営業問題で契約解除された宮迫博之（雨上がり決死隊）と謹慎中の田村亮（ロンドンブーツ1号2号）の謝罪会見中継の累計視聴者数が約600万人だったと翌日付の日刊スポーツが報じた[59]。後に、総視聴数が1100万を突破し、同年度の放送番組で1位になったとAbemaTVが発表した[60]。
  - 7月22日に配信した吉本興業代表取締役社長の岡本昭彦の記者会見中継の総視聴数が800万を突破した[60]。
  - 12月16日、総合視聴数累計が70億突破した事を発表。これを記念して、2020年1月1日深夜に『アベマの時間 総合視聴数累計70億!アベマTV年間ランキング大発表SP』をテレビ朝日系列（一部地域を除く）にて放送する予定[61]。ひろなかラジオお正月SPで、2019年総合視聴数が70億2322万達成を発表した。
- 2020年
  - 2月26日、『僕だけが17歳の世界で』が3日間で総視聴100万視聴突破を発表。
  - 3月27日、『アニプレックス48時間テレビ』がアニメチャンネル開設後の単一企画最多の総視聴数約430万突破を発表。
  - 4月5日、「ヒプノシスマイク -Division Rap Battle- 5th LIVE@AbemaTV《SIX SHOTS UNTIL THE DOME》」が総視聴数370万を突破した。
  - 5月23日、『おうちがフェス会場!メトロックライブ映像大放出11時間生放送』の総視聴数が500万を突破した。
  - 6月19日 - 21日、乃木坂46時間TV アベマ独占放送『はなれてたって、ぼくらはいっしょ!』の総視聴数が3100万以上を記録した。
  - 7月9日、「ヒューリック杯棋聖戦五番勝負」の第3局の視聴数が600万を突破した。
  - 7月16日、「ヒューリック杯棋聖戦五番勝負」の第4局の視聴数が690万を突破した。
- 2021年
  - 1月24日、『オオカミ』シリーズが累計視聴数2億回突破、1200万人視聴を記録している。
  - 2月14日、『鬼滅祭オンライン -アニメ弐周年記念祭-』が配信され、約200万の視聴数を記録した。
  - 7月31日、1日 - 29日時点のMLB中継の総視聴数が1750万視聴を突破し、歴代公式戦中継最速の記録となった。
- 2022年
  - 6月19日、「THE MATCH 2022」をPPVで50万人以上が視聴。日本格闘技史上最高の視聴数を達成。また、来訪者数は開局史上最高を記録。翌日の番組の那須川天心vs武尊は、1時間番組として過去最高視聴者数を記録した。
  - 8月21日、『声優と夜あそび 28時間テレビ大感謝祭〜Say You Thank You〜』（8月20日 - 21日放送）で「ビスポークプラットフォーム上の声優番組ビデオにおける24時間の最多視聴回数」として放送中にギネス世界記録に認定された[62]。放送時間のうち24時間で視聴数447万を記録した[63]。
  - 11月22日、『FIFAワールドカップ カタール2022』のアルゼンチン×サウジアラビア戦で過去最高視聴数記録を更新した[64]。
  - 11月23日、『FIFAワールドカップ カタール2022』の日本×ドイツ戦で視聴数が1000万人を突破した[65]。延べ人数ではなく、実際に1000万人以上が視聴したと発表した。
  - 11月27日、『FIFAワールドカップ カタール2022』の日本×コスタリカ戦で視聴数が1400万人を突破し、開局史上最高を記録した[66]。
  - 11月27日、『チャンスの時間 こっちだって絶対に負けられない2時間スペシャル』がABEMAバラエティ歴代最高視聴数を記録。12月8日時点で266万回視聴数を達成した。
  - 11月29日、『FIFAワールドカップ カタール2022』の影響により、ABEMAの1週間視聴者数3000万人突破したことを発表した。テレビデバイスでの視聴も昨年同時期より330%伸長した[67]。
  - 12月2日、『FIFAワールドカップ カタール2022』の日本×スペイン戦で、同年11月27日の日本×コスタリカ戦の視聴者数を上回り過去最高視聴数となる1700万超を記録したことを発表した[68][69]。
  - 12月6日、『FIFAワールドカップ カタール2022』の日本×クロアチア戦で、同年12月2日の日本×スペイン戦の視聴者数を上回り過去最高となる2400万超が視聴し、前半の終盤となる0時44分頃から一時的に新規の視聴を制限する措置が行われた[70][71]。
  - 12月10日、『FIFAワールドカップ カタール2022』のクロアチア×ブラジル戦で視聴者数が760万を記録した[72]。
  - 12月18日、『FIFAワールドカップ カタール2022』のアルゼンチン×フランス戦で視聴者数が2000万超を記録した[73]。
- 2023年
  - 6月9日、2023年5月の月間視聴数4.6億回を記録。週間視聴者数が2000万人を突破したことを発表した。
  - 12月31日、ボクシングチャンネルで無料配信された井岡一翔対ホスベル・ペレスのWBA世界スーパーフライ級タイトルマッチをメインとした『SANKYO presents LIFETIME BOXING FIGHTS 18』で視聴者数が228万を達成し、2023年にABEMAで配信された格闘技中継としては最多の視聴者数となった。
- 2024年
  - 2月20日、韓国・ソウルで開催されたロサンゼルス・ドジャース対サンディエゴ・パドレスのMLB開幕戦のリアルタイムでの視聴者数がMLB中継史上最多の視聴数になった。また、テレビデバイスにおいても過去最多を記録した。それにより、2023シーズンでの総視聴数は2.6億回を越えた。
  - 4月8日、3月1日 - 3月31日間のサッカー欧州リーグ日本代表コンテンツの1か月の累計視聴者数が560万人を突破した。
  - 5月30日、プレミアリーグ23-24シーズン累計視聴者数が2600万を突破した。
  - 6月25日、「UEFA EURO 2024」中継が開幕から1週間で累計視聴者数が700万を突破した。
- 2025年
  - 2月14日 1月の月間視聴数が5億回を突破した。

### 視聴者層・視聴スタイル
リニアの視聴は57%で、オンデマンドの視聴は43%である。視聴デバイス各種はスマートフォン69%、パソコン12%、テレビ10%、タブレット8%である。男女比率は女性53%、男性47%である。年齢構成は10代22%、20 - 30代38%、35歳以上40%である（「THE MATCH 2022」）。
- デバイス
  - Fire TV - 24.9%
  - iOS - 22.1
  - プラウザ - 18.6
  - Android TV - 17.6%
  - Chromecast - 9.7%
  - Android - 5.7%
  - Nintendo Switch - 1.0%
  - Apple TV - 0.5%
- 解像度
  - 1080p - 59.8
  - 720p - 27.8
  - 480p - 6.1%
  - 240p - 4.3%
  - 180p - 1.3%

## 推奨環境
「ABEMA」を利用できる推奨環境

### PC版
- ブラウザ（パソコン）
  - 推奨OS：Mac OS X 10.10以降、Windows 8.1以降
  - 推奨ブラウザ：Google Chrome 最新版、Safari 最新版（Mac）、Microsoft Edge 最新版（Windows）

### スマートフォン・タブレット
- ブラウザ（スマートフォン / タブレット）
  - 推奨OS：Android 8.0以降、iOS 11.0以降
  - 推奨ブラウザ：Google Chrome 最新版（Android）、Safari 最新版（iOS）
- Androidスマートフォン / タブレットAndroid 5.0以降
- iPhone / iOS 11.0以降のiPhone（5S以降）、iPad（第5世代以降）、iPad Air、iPad mini（2以降）
- Fireタブレット
  - Fire OS 5.6.0以降

### テレビ
- シャープ AQUOS
- ソニー BRAVIA
- パナソニック VIERA
- 船井電機 FUNAI
- 東芝 REGZA

### セットトップボックス
- Amazon Fire TV 4K
- Amazon Fire TV
- Amazon Fire TV Stick
- Apple TV（第4世代）
- Google Chromecast（推奨環境：第1世代以降）
- CCCAIR Air Stick 4K
  - LifeStick（レオパレス21居住者向けのAir Stick）

### スマートスピーカー
- Amazon Echo Dot
- Amazon Echo
- Amazon Echo Plus
- LINE CLOVA Desk

### ゲーム機
- Nintendo Switch（Nintendo Switch 2非対応[75]）

## 役員および従業員

### 副社長
- 卜部宏樹（サイバーエージェント取締役兼務）[76]

### 最高技術責任者
- 山中勇成

### 最高放送技術責任者
- 藤崎智

### 編成制作
- 谷口達彦（編成制作本部・制作局長、サイバーエージェント執行役員兼務）[77][78]
- 藤井琢倫（編成制作本部・編成局長）[79]
- 緒方彰大（テレビ朝日編成部からの出向）

### プロデューサー
- 片野正大（テレビ朝日からの出向）[80]
- 濱崎賢一（テレビ朝日からの出向）[81]
- 宮本博行（テレビ朝日からの出向、テレビ朝日総合ビジネス局兼務）[76]
- 古賀吉彦
- 横山祐果
- 山内隆裕（ウルトラゲームスチャンネル編成プロデューサー。CyberZ代表を兼務）[82]
- 椛嶋麻菜美（アニメ系チャンネル編成プロデューサー、編成制作本部兼務）[83]
- 高橋弘樹（元テレビ東京）[84]
- 山崎健詞(総合編成本部アニメ局局長兼コマース事業部アニメコマース局局長)

### アナウンサー
- 瀧山あかね
- 西澤由夏
- 藤田かんな
- 貴島明日香[85][86]

### 元社員
- 細川大輔（編成制作局、テレビ朝日からの出向）
- 水谷誠也（編成制作局、テレビ朝日からの出向）[87]

### 開発局
現在、約100名のエンジニアが在籍。その内20 - 30名はデータサイエンスやマシンラーニング等のデータ分析業務に関わっている。

## CM
地上波向けのテレビCMも制作されており、テレビ朝日系のみならず民放各局で放送されている他、ABEMA各チャンネルの広告空枠でも配信される。

### 出演者
- 飯豊まりえ（「身支度編」「カフェ編」「待ち合わせ編」「バスで通学編」）[88]
- 若槻千夏（「チャンネル多すぎ編」）[89]
- ピコ太郎（1000万ダウンロード突破記念）[90]

### CMソング
- WEAVER『さよならと言わないで』（「身支度編」「カフェ編」「待ち合わせ編」「バスで通学編」）[88]

### 提供番組
- ひなこのーと（TOKYO MX、BS11）
- ベルゼブブ嬢のお気に召すまま。（TOKYO MXほか） - サイバーエージェント名義で提供。

### 年末年始
ドラマチックAbemaTVをテーマに
- GENERATIONS高校TV「全国青春ダンスカップ」編
- 恋愛リアリティーショー編
- 麻雀編
- K-1編

2018年12月27日（木） - 2019年1月6日（日）
一部地域を除く全国にて放送。

### アニメチャンネル
アニメチャンネル世界最速無料アニメ配信数No.1!空想科学研究所 柳田理科雄先生監修 “オレ/ワタシが最速!”人気アニメキャラクターが走るテレビCMを放送。
- 放映期間：2019年3月29日（金） - 2019年6月
- 地域：一部地域を除く全国

## 関連会社
- 株式会社AbemaProduction - ABEMAの動画コンテンツ制作会社。
- 株式会社AbemaNews - ニュース専門チャンネル「ABEMA NEWSチャンネル」においてニュースコンテンツの企画および制作を行う会社。
- 株式会社OEN - ABEMAにて音楽ライブ、格闘技興行、声優イベントをはじめとしたオンラインライブのPayPerView配信事業を行っている会社。
- 株式会社eStream - ABEMAアニメ公式販売サイト「ABEMA Martアニメ!」の運営会社。ABEMAとグッズを共同製作している。
- 株式会社WinTicket - 「競輪・オートレースチャンネル」と連動し、競輪・オートレースのインターネット投票が可能なサービス「ウィンチケット」の運営会社。
- 株式会社AJA - ABEMAの広告枠の仕入れ・買い付けを行っている。

## 関連施設
- Chateau Ameba - サイバーエージェント保有のテレビスタジオおよび番組制作拠点。
- UDAGAWA BASE - AbemaTowersにある公開スタジオ。
- HARAJUKUAbemaStudio - 過去サイバーエージェント保有のテレビ番組配信・テレビ番組収録兼用のスタジオ。また、渋谷・道玄坂AmebaStudioのものを移設していて、『ABEMA MIX』専用スタジオとして改装されていた。
- EXけやき坂スタジオ - 主にニュース番組の制作、配信に利用されている。
- OPENREC STUDIO - ゲーム番組の配信に利用されていた。ウルトラゲームス閉局以降は未使用。
- ABEMAアリーナ - PayPerView内にある、高品質CGで製作されたバーチャルライブ会場。2019年9月オープンのカムロ坂スタジオで撮影している。白ホリスタジオ・ハウススタジオ・リアルタイムバーチャル撮影も可能なグリーンバックスタジオ・3Dスキャンスタジオなど、4つの撮影スタジオと編集・録音ルームを併設したスタジオ。2020年11月にはCG映像とLEDライティング技術を組み合わせたLEDSTUDIOがオープンした。
- Z STUDIO - eスポーツ大会・ゲーミングイベントの配信、番組収録に利用。